# Marcus Bölz

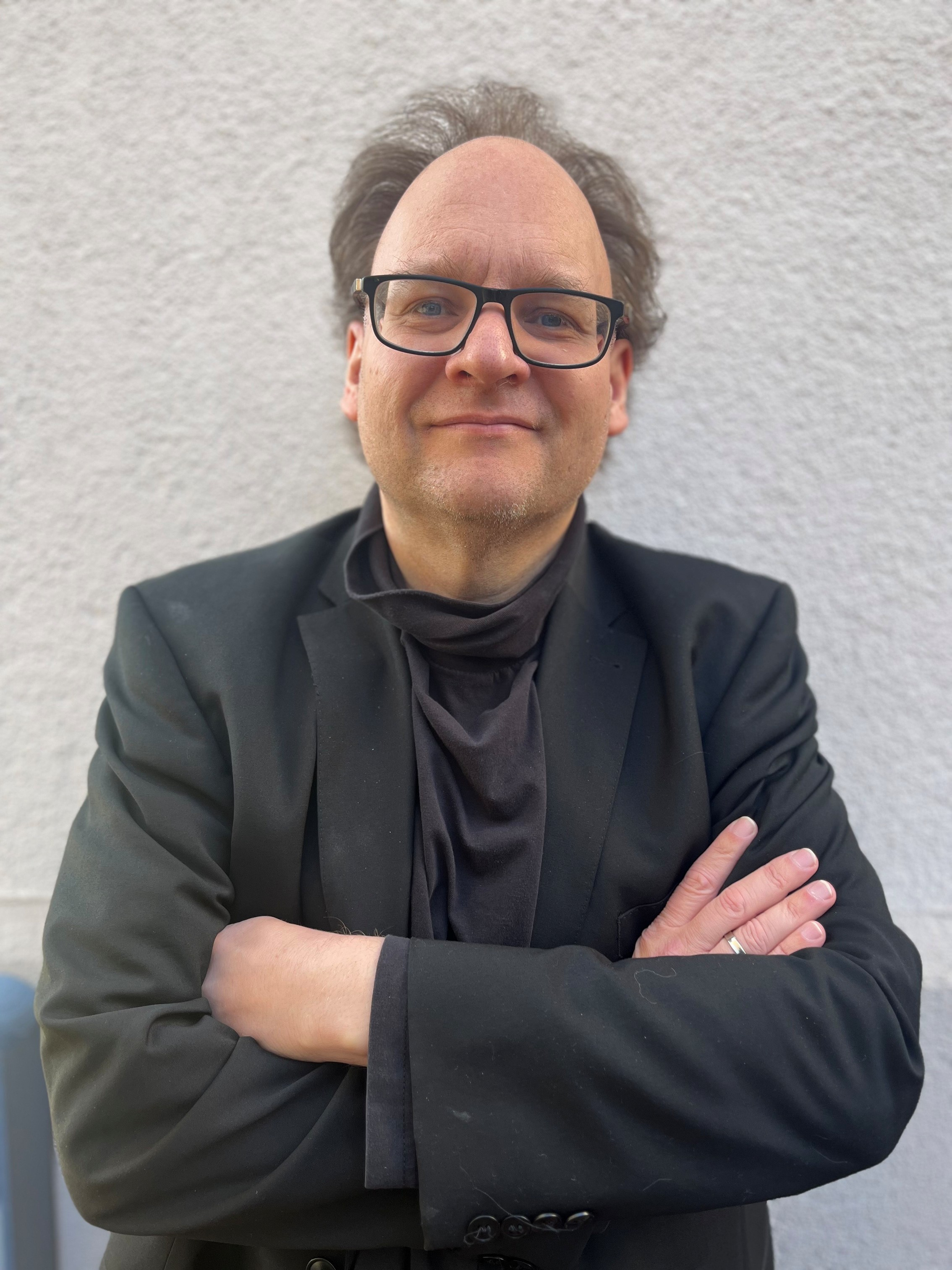
Marcus Bölz (2025)

Marcus Bölz (* 2. Februar 1975 in Stuttgart) ist ein deutscher Journalist, Wissenschaftler und Hochschullehrer. Seit 2014 lehrt er als Professor Journalistik mit Schwerpunkt Sportpublizistik an der Fachhochschule des Mittelstands in Berlin, Hannover, Köln und Bielefeld. Zudem lehrt er an der Hochschule Darmstadt.

## Leben
Marcus Bölz begann seine wissenschaftliche Laufbahn an der Universität Dortmund und schloss 2005 ein Journalistik-Studium mit einem Diplom ab. Während seines Studiums verfasste er für zahlreiche Tageszeitungen Artikel, volontierte bei der Schwäbischen Zeitung und berichtete nach seiner Ausbildung zum Redakteur für das Blatt als freier Mitarbeiter über das Geschehen in der Fußball-Bundesliga. In Kooperation mit der Deutschen Fußball Liga untersuchte Bölz in seiner Abschlussarbeit die Frage, was für Einschätzungen und Vorstellungen Fußballprofis der beiden Bundesligen von der Arbeit und der Kompetenz der über sie berichtenden Sportjournalisten haben. Zudem schloss Bölz 2005 auch ein Studium der Psychologie ab.
Mit Beendigung des Studiums startete er als Lokalredakteur für die Rhein-Zeitung und wechselte anschließend als Sportredakteur zur Schwäbische Zeitung. Danach machte er sich als Journalist selbständig und arbeitete in der Nachrichtenredaktion Hörfunk/Online der Deutschen Welle, verfasste als Autor aber auch für weitere Medien Beiträge wie unter anderem für die Deutsche Presse Agentur, die Frankfurter Rundschau oder zeit.de. Zudem betätigte er sich als Referent in der journalistischen Aus- und Weiterbildung und lehrte an zahlreichen deutschen Hochschulen, unter anderem auch im Studiengang Sportpublizistik an der Universität Tübingen sowie an der Fachhochschule des Mittelstands (FHM).
Bölz promovierte 2011 an der Universität Koblenz-Landau. In seiner Dissertation befasst er sich mit der Frage, wie sich die Arbeit von Sportjournalisten sowie die redaktionellen Arbeitsprozesse unter dem Vorzeichen des digitalen Medienwandels und der zunehmenden Professionalisierung und Kommerzialisierung des Sports in Deutschland entwickeln. Marcus Bölz entwickelte an der Fachhochschule des Mittelstands in Hannover den Studiengang Sportjournalismus & Sportmarketing. Im Januar 2014 wurde Bölz für diesen Fachbereich zum Professor berufen. Seit Sommer 2014 ist Marcus Bölz Leiter des Instituts für Sportkommunikation der FHM. Das Institut organisierte unter anderem das Niedersächsische Sportjournalistenforum und vergab zusammen mit dem Schirmherr Boris Pistorius seit 2014 mehrmals den Niedersächsischen Sportjournalistenpreis. Bölz führt zudem für Spieler von Fußball-Profivereinen Medienschulungen durch und hat in der Vergangenheit die Kommunikationsarbeit eines Fußball-Bundesligisten evaluiert. Zudem ist er Referent im Programm n-report Journalismus und Schule des Kultusministeriums Niedersachsen.
Vor seinem Studium war Bölz als Kleindarsteller unter anderem am Staatstheater Stuttgart aktiv und betrieb in den 1990er-Jahren eine digitale Liebesbrief-Agentur. Bölz machte sein Abitur am Wagenburg-Gymnasium. Er ist verheiratet und Vater von drei Kindern.

## Forschung und Lehre
Arbeitsschwerpunkte von Marcus Bölz sind die Vermittlung journalismuspraktischer Arbeitsprozesse wie journalistisches Texten, redaktionelles Arbeiten sowie die Erforschung des journalistischen Arbeitsprozesses, Aspekten der Medienwirkung sowie der Rezeption journalistischer Produkte. Einen Schwerpunkt der Forschung legt Marcus Bölz auf die Erforschung der Prozesse rund um das Ressort Sportjournalismus. Er beschäftigt sich in seinen Seminaren aber auch mit Medientheorie und Kommunikationswissenschaft.
Die Forschungspublikationen von Bölz verbinden Kommunikationswissenschaft, Journalistik, Sportpublizistik, Medienkulturforschung, Sportsoziologie, Medienpsychologie und Medienethnografie. Im Zentrum seiner Forschung steht die Frage, wie Sport – insbesondere Fußball – medial vermittelt, gesellschaftlich wahrgenommen und kulturell erinnert wird. In seinem Buch Fußballjournalismus (2013) analysiert Bölz die redaktionellen Arbeitsprozesse in Sportredaktionen, insbesondere im Kontext des Profifußballs. Er zeigt, dass Sportjournalismus nicht nur informiert, sondern emotionalisiert, dramatisiert und inszeniert. Journalisten fungieren laut Bölz als Erinnerungsarchitekten, die durch Sprache, Bildauswahl und Erzählstruktur kollektive Narrative schaffen – etwa über Helden, Tragödien oder regionale Identität. Diese Narrative prägen das kollektive Gedächtnis der Gesellschaft und machen Fußball zu einem kulturellen Erinnerungsevent. Grundsätzlich ist die Arbeit eine der ersten, die kommunikative Fußballkulturen kulturwissenschaftlich dekonstruieren.
In Sportjournalistik (2018) erweitert Bölz seinen Fokus auf den gesamten Sportjournalismus. Er beschreibt ihn als Hybridform zwischen Information, Unterhaltung und Kommerz. Sportjournalisten bewegen sich laut Bölz in einem Spannungsfeld zwischen journalistischer Ethik, ökonomischem Druck und publizistischer Verantwortung. Sie sind nicht nur Berichterstatter, sondern auch Sprachvermittler, Kulturproduzenten und Identitätsstifter. Bölz betont, dass Sportjournalismus eine gesellschaftliche Synchronisationsfunktion erfüllt: Er strukturiert Zeit (z. B. durch Spielpläne), schafft soziale Kohärenz (z. B. durch gemeinsame Medienerlebnisse) und vermittelt kulturelle Werte (z. B. durch Fairness-Narrative oder regionale Symbolik). Dabei verweist er auf die kommunikative Omnipräsenz des Sports, die er mit der kulturellen Macht der Religion vergleicht.
Ein weiterer Schwerpunkt seiner Forschung liegt auf dem Redaktionsmanagement im Sportjournalismus. In Zeiten von Digitalisierung, Medienkonvergenz und ökonomischem Druck verändern sich die Arbeitsbedingungen in Redaktionen grundlegend. Bölz untersucht, wie journalistische Routinen, Entscheidungsprozesse und Qualitätsmaßstäbe unter diesen Bedingungen neu ausgehandelt werden. Er plädiert für eine innovative Redaktionskultur, die journalistische Qualität mit wirtschaftlicher Tragfähigkeit verbindet.
In mehreren Beiträgen beschreibt Bölz Sportkommunikation als Teil der Alltagskultur. Sportjournalisten sind demnach nicht nur Informationsvermittler, sondern auch Gestalter kultureller Bedeutungen. Sie beeinflussen, wie Sport wahrgenommen, bewertet und erinnert wird. Besonders im Fußball zeigt sich diese kulturelle Funktion deutlich: Spiele werden zu Ritualen, Spieler zu Symbolfiguren, Stadien zu Erinnerungsorten.
Ein zentrales Thema in Bölz’ jüngeren Arbeiten ist die digitale Transformation des Sportjournalismus. Plattformen wie YouTube, X (ehemals Twitter) oder TikTok verändern nicht nur die Verbreitung von Inhalten, sondern auch die Produktion von Erinnerung. Fans werden zu aktiven Produzenten von Medieninhalten – etwa durch Fanvideos, Memes oder Blogs. Bölz spricht in diesem Zusammenhang von einer Demokratisierung der Erinnerung, warnt aber zugleich vor einer Fragmentierung der Öffentlichkeit und einem Verlust an journalistischer Orientierung. Marcus Bölz liefert mit seinen Arbeiten einen Einblick in die mediale Konstruktion des Sports. Er zeigt, wie Sportjournalismus zwischen ökonomischem Druck, kultureller Verantwortung und digitalem Wandel navigiert – und dabei eine zentrale Rolle in der kollektiven Erinnerungskultur spielt.
Bölz untersucht intensiv, wie sich Sportjournalisten selbst verstehen – als neutrale Berichterstatter, als Entertainer, als Kritiker oder als Fans mit Presseausweis. In seiner Dissertation („Herrscher im Reich der Floskel?“) analysiert er, wie journalistische Routinen, Sprachmuster und Selbstbilder im Fußballjournalismus entstehen und sich im Spannungsfeld zwischen Nähe und Distanz zu Vereinen und Spielern bewegen.
Ein weiterer Schwerpunkt liegt auf der Wirkung journalistischer Inhalte auf das Publikum. Bölz interessiert sich dafür, wie Sportberichterstattung wahrgenommen wird, welche Emotionen sie auslöst und wie sie zur Meinungsbildung beiträgt. Dabei bezieht er auch psychologische Perspektiven ein – nicht zuletzt, weil er selbst auch ein abgeschlossenes Psychologiestudium hat.
Bölz analysiert, wie sich redaktionelle Arbeitsprozesse im Zuge der Digitalisierung verändern. Er beschreibt, wie Online-Journalismus, Social Media und Echtzeitkommunikation die journalistische Praxis beschleunigen, fragmentieren und emotionalisieren. Dabei betont er die Notwendigkeit, journalistische Qualität auch unter digitalen Bedingungen zu sichern.
In seinem Beitrag „Führen von Redaktionen“ in der Neuen Gegenwart beschreibt Bölz mehrere zentrale Bausteine einer innovationsfreundlichen Redaktionskultur. Engmaschige Kontrolle und starre Vorgaben hemmen aus seiner Sicht Innovationsbereitschaft. Bölz warnt vor überholten Führungsstilen, die auf Kontrolle statt Vertrauen setzen.
In seinem Beitrag „Verstrickt im Netz kommerzieller Interessen“ (2016) thematisiert Bölz die Abhängigkeit von Sportjournalisten im Profifußball von Vereinen, Sponsoren und Medienrechten. Er zeigt, wie wirtschaftliche Interessen redaktionelle Entscheidungen beeinflussen können – etwa bei der Themenwahl, der Tonalität oder der Nähe zu PR-Abteilungen.

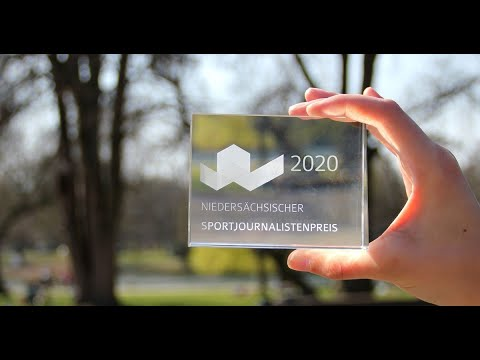
Der Niedersächsische Journalistenpreis

Bereits in seiner frühen Studie „Das wird alles von den Medien hochsterilisiert“ (2008) analysiert Bölz die Perspektive der Fußballprofis auf Journalisten. Er zeigt, dass zwar manche Spieler Journalisten als sensationsgierig, oberflächlich oder parteiisch empfinden – das Verhältnis zwischen Profifußballern und berichtenden Sportjournalisten im Großen und Ganzen aber intakt ist. Diese Erkenntnisse fließen auch in seine späteren Arbeiten zur Medienethik ein.
Ein wiederkehrendes Thema durch zahlreiche Publikationen von Bölz ist die journalistische Verantwortung im Umgang mit sensiblen Themen wie Doping, Gewalt, Diskriminierung oder psychischer Gesundheit im Sport. Bölz plädiert für eine reflektierte, kritische und zugleich faire Berichterstattung, die nicht nur unterhält, sondern auch aufklärt und einordnet.
In der Monographie Sport- und Vereinsmanagement (2015) beleuchtet Bölz die Rolle von Kommunikation im Kontext von Vereinsführung, Fanbindung und Öffentlichkeitsarbeit. Er zeigt, wie wichtig strategische Kommunikation für die Identität und das Image von Sportvereinen ist – und wie Journalismus, PR und Fanmedien dabei ineinandergreifen. Bölz analysiert, wie sich die Anforderungen an Sportmanager durch Kommerzialisierung, Digitalisierung und gesellschaftlichen Wandel verändert haben – sowohl im Profisport als auch im Amateurbereich. Er legt besonderen Fokus auf Sponsoring, PR, Merchandising und Eventmanagement als wirtschaftliche Säulen moderner Sportorganisationen. Dabei zeigt er auf, wie wirtschaftliches Denken mit sportlichen Werten vereinbart werden kann. Bölz gibt einen Ausblick auf zukünftige Entwicklungen, etwa im Hinblick auf Nachhaltigkeit, Digitalisierung und gesellschaftliche Verantwortung im Sport. In dem Buch entwickelt Marcus Bölz ein Modell zur Erklärung von Kaufentscheidungen im Sport, das besonders im Kontext von Merchandising, Sponsoring und Ticketing Anwendung findet. Bölz kombiniert in dem Modell klassische Modelle der Konsumentenpsychologie mit sportspezifischen Einflussfaktoren.
Zudem publiziert Bölz im Kontext von seinem Engagement als Trainer und Referent in dem Projekt n-report des Niedersächsischen Kultusministeriums zu medienpsychologischen Fragestellungen. Er analysiert in Publikationen, wie sich durch Smartphones und soziale Medien die Kommunikationsmuster von Jugendlichen verändert haben – weg von direkter, empathischer Interaktion hin zu schnellen, oft enthemmten digitalen Reaktionen.

## Positionen und Kontroversen
Im Interview mit der ARD vom 29. November 2024 bezeichnet Bölz ein mögliches Scheitern der Versteigerung der Medienrechte der Fußball-Bundesliga als drohende „Katastrophe für den deutschen Fußball“. Er prophezeit im Gespräch mit der ARD, dass die meisten Vereine bei einem Scheitern des Bieterwettstreites von der Insolvenz bedroht wären. Bölz vertritt in dem Interview die Meinung, dass „Journalismus immer von der Konkurrenz lebt“ und es deshalb für die Qualität der deutschen Fußballberichterstattung über Pay-TV gut ist, wenn sowohl DAZN als auch Sky Fußball live übertragen dürfen. Er beschreibt in dem Gespräch die Digitalisierung der Sportberichterstattung als Grund für eine „Explosion der Angebote bei gleichzeitiger Erweiterung der sportjournalistischen Narrative“. Bölz vertritt in dem Interview die Meinung, dass eine sportjournalistische Monopolstellung im Pay-TV dazu führen könne, dass sportjournalistische Qualität spürbar gesenkt wird. Bölz bilanziert im Gespräch mit der ARD, dass sich Pay-TV in Deutschland insgesamt noch nie finanziell rentiert hat. Er sieht in der Debatte um die Frage, ob Öffentlich-Rechtliche Sender für Fußballübertragungen Gebührengelder ausgeben sollen, eine Chance, sich generell über den Stellenwert des Sportjournalismus für den gebührenfinanzierten Rundfunk Gedanken zu machen und zu überlegen, welche redaktionellen Elemente wirklich den Kern einer zukünftigen Sportberichterstattung ausmachen sollen. Er stellt die Frage, wie ist öffentlich-rechtlicher Rundfunk so zu reformieren, dass mehr an Sportjournalismus herauskommt und plädiert für eine Verschlankung der Verwaltungsstrukturen zu Gunsten einer Programmausweitung. Bölz unterstellt den Deutschen in dem Interview mit der ARD insgesamt, dass sie ein medienkonservatives Nutzungsverhalten an den Tag legen und stärker als die Bevölkerung anderer Nationen an habitualisierten Einschalt- und Rezeptionsmustern festhalten. Er vermutet zudem, dass mit Amazon mittelfristig ein US-amerikanischer Tech-Gigant sich Fernsehübertragungsrechte von Profifußball sichern möchte, um seine Stellung und Relevanz auf dem europäischen Medienmarkt strategisch zu steigern. Zudem bezeichnet er in dem Studiogespräch die Medienerscheinung Fußball europäischer Prägung als „europäische Antwort auf Hollywood“. Bölz entwickelt in dem Gespräch aber auch die Position, dass vor dem Hintergrund des Wirkens des Fußballpioniers Walther Bensemann von Anbeginn der deutschen Fußballkultur ein gewisser Grad an Kommerzialisierung und Internationalisierung des Fußballs zu konstatieren war.
Marcus Bölz vertritt in der Sendung „Sport am Samstag“ vom 22. März 2025 auf Deutschlandradio in einem Beitrag zur medialen Entwicklung der Leichtathletik die Auffassung, dass die Leichtathletik für ihre Gesamtentwicklung sehr stark auf eine höhere Medienpräsenz angewiesen ist und verweist auf den innovativen Versuch, medizinische Live-Daten von Läufern einzublenden und diese individuell mit eigenen medizinischen Daten vergleichen zu können.
Ebenfalls im Deutschlandradio stellt Marcus Bölz am 1. Februar 2025 die These auf, dass Sportjournalismus in seiner Geschichte häufig ein Hybrid aus Unterhaltung und Information war. Bölz vertritt in einem Beitrag zur Entwicklung des Spartensenders Sport1 die Meinung, dass auch der Sender Sport1 einen Anteil daran hat, dass Darts von einer Modeerscheinung eines Kneipensports zu einer ernstzunehmenden Sportart mit hohem öffentlichem Interesse geworden ist. Zudem stellt er im Hinblick auf E-Sports die These auf, dass Zuschauer von TV-Sport immer weniger differenzieren zwischen realem Sport und fiktionalen Medienevents, die virtuelles Sportgeschehen darstellen.
Das offensive Agieren des TV-Streaminganbieters DAZN gegenüber dem Pay-TV-Konkurrenten Sky im Bieterwettbewerb um die Übertragungsrechte der Fußball-Bundesliga bezeichnet Bölz am 24. November 2024 in einem Beitrag auf Deutschlandradio als „Elfmeter, den sie jetzt verwandeln können“. Um den Konkurrenten entscheidend zu schwächen. Zum selben Thema warnt Bölz auf Deutschlandradio am 21. April 2024 den deutschen Fußball vor dem Problem, dass nur ein Pay-TV-Angebot in dem Verfahren zu signifikant weniger Einnahmen für den Fußball insgesamt führen könnte. Bölz gibt zum selben Thema am 28. Januar 2024 ebenfalls in einem Beitrag des Deutschlandradios die Meinung ab, dass es gute Verkaufsargumente an ausländische Interessenten für das Produkt Bundesliga gibt. Zum einen die sportlich spannende Hinrunde der 1. Liga in der damaligen Saison, in denen Bayern München einmal nicht die dominierende Rolle spielt, sondern Bayer Leverkusen und der VfB Stuttgart. Aber auch die Flucht aus dem Alltag spielt laut Bölz eine Rolle, es gebe große Umbrüche in Politik und Wirtschaft. „Die Leute haben Angst, dass sich ihr Alltag in vielerlei Hinsicht verändern könnte. Und die Reaktion darauf ist häufig etwas, was wir Medienwissenschaftler Eskapismus nennen, also Flucht aus dem Alltag, man igelt sich mehr in seiner Wohnung ein, will die ganzen schlimmen Nachrichten gar nicht mehr hören.“
Zur Etablierung des neuen Sportsteaminganbieters DYN vertritt Bölz im Gespräch mit Deutschlandradio am 26. März 2023 die Meinung, dass sich vor dem Hintergrund des digitalen Medienwandels Sportjournalismus transformieren muss. Er argumentiert, dass zum Beispiel das klassische Kerngeschäft des Medienhauses Axel Springer als traditionelles Printmedienhaus zur Disposition steht: „Dazu hat man vermehrt eine Strategie, in der man die digitale Transformation ernst nimmt. Und versucht, Medieninhalte in diese neue digitale Welt auch übersetzen zu können. Und ich behaupte, dass Springer hier versucht Sportjournalismus in eine neue digitale Zeit so zu übersetzen, dass es halt auch marktkonform ist und damit auch Geld zu verdienen ist.“
Auf watson.de hat Bölz als Experte in einem Artikel zur medialen Attraktivität der NHL vom 22. Januar 2024 die Position, dass Sport im Vergleich zu anderen Unterhaltungsformaten eine extrem hohe Halbwertszeit habe. Für ihn hat das einen einfachen Grund: „Du hast einen viel höheren Überraschungseffekt, weil du nicht weißt, wie es ausgeht. Auf zweiter Ebene kriegst du echte Emotionen und nicht gespielte. Das zieht immer mehr in einer Bevölkerung, die immer ängstlicher vor Veränderungen ist, aber andererseits auch einen Drang nach authentischem Verhalten hat.“
In einer Dokumentation von DAZN zum 100. Geburtstag des Fußballfachmagazins Kicker ordnet Bölz 2021 in mehreren Statements die publizistische Leistung des Magazingründers Walther Bensemann ein. Vor allem würdigt er die Leistung Bensemanns, weit vor der tatsächlichen Realisierung der Europäischen Union die EU als Ideenraum vorzudenken und Fußball in Deutschland als ein internationales und völkerverständigendes Sportprojekt zu organisieren. Und dies so auch in Medien zu publizieren. Konsequenterweise wurde der Kicker in seiner Konstanzer Anfangszeit auch gleich mit einer deutschen und Schweizer Ausgabe gedruckt – und mit einem Handkarren die verschiedenen Ausgaben über die Landesgrenzen transportiert. Aus Sicht von Bölz hat sich der Kicker in der Zeit des Nationalsozialismus in Deutschland trotz seiner jüdischen Wurzeln durch seinen Gründer den gängigen NS-Stereotypen in der Berichterstattung nicht verweigert und in Hass und Hetze gegenüber politisch Andersdenkenden und der jüdischen Minderheit dem Mitläufertum schuldig gemacht. Zudem argumentiert Bölz in der Dokumentation, dass der Kicker viel früher als die sportjournalistische Konkurrenz die Chancen der Digitalisierung erkannt hat.
Bölz entwickelt in zahlreichen Publikationen ein Verständnis des modernen Sportjournalismus als ein kulturelles, wirtschaftliches und erinnerungspolitisches System. In seinem Verständnis repräsentiert das System Sportjournalismus insgesamt eine moderne Medienkultur – oder besser eine Figuration zahlreicher sich addierender Medienkulturen. Sportjournalisten sind aus seiner Sicht nicht nur Übermittler, sondern Mitgestalter einer emotionalen Aufladung der Gesellschaft durch den Sport. Marcus Bölz vertritt die Meinung und beschreibt in seinem Buch Fußballjournalismus, wie Redaktionen gezielt Narrative aufbauen, wie sie Spiele dramaturgisch inszenieren, wie sie Helden und Antihelden erschaffen. Der Fußballjournalismus, so Bölz, ist ein emotionales Erzählsystem, das nicht nur informiert, konstruiert und inszeniert, sondern auch erinnert – und zwar auf eine Weise, die tief in die Alltagskultur hineinwirkt. Marcus Bölz zeigt, wie Redaktionen diese Dramaturgie nutzen, um emotionale Kohärenz zu erzeugen. Er stellt aber auch klar, dass Sportjournalisten heute einen primären Auftrag (Faktenorientierte Informationsvermittlung) und einen komplementären Auftrag (Einordnung und Übersetzung der Geschehnisse als Dienstleistung für den Rezipienten) ausüben müssen.

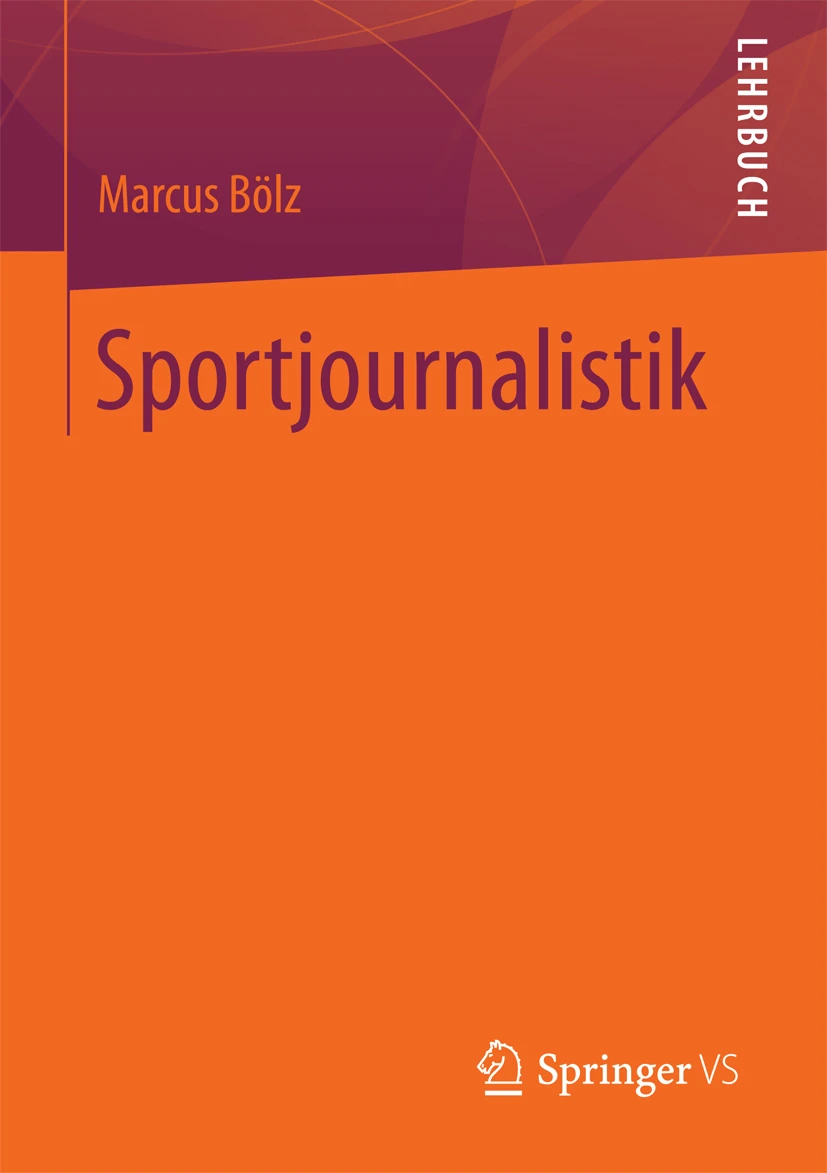
Sportjournalistik (2018)

Seiner Meinung nach zeigt gezielte Redaktionsforschung mit Sportjournalisten, wie fokussiert nach emotionalen Knotenpunkten gesucht wird – nach Szenen, die sich einprägen, nach Zitaten, die hängen bleiben, nach Bildern, die ikonisch werden. Diese Knotenpunkte sind es, die nach der Ansicht von Bölz später in journalistischen Narrationen, in Rückblicken, Dokus und Jubiläumsbeiträgen wieder auftauchen – und so die Erinnerung stabilisieren.
Marcus Bölz verweist in seinen Analysen auf die Rolle der Medien als „gesellschaftliche Seismografen“. Fußballjournalismus, so Bölz, sei nicht nur Sportberichterstattung, sondern auch ein Ort der kulturellen Selbstvergewisserung. In der Art, wie über Fußball gesprochen wird, spiegelt sich nach Meinung von Bölz, wie eine Gesellschaft über sich selbst denkt. Wer wird gefeiert? Wer wird kritisiert? Welche Geschichten werden erzählt – und welche verschwiegen? Fußball ist für Bölz nicht nur ein Spiel, das auf dem Rasen stattfindet. Er ist ein Spiegel gesellschaftlicher Prozesse, ein Resonanzraum für politische, soziale und kulturelle Dynamiken. Bölz stellt in seiner Forschung dar, welche gesellschaftlich-psychologische Rolle Sportreporter aus seiner Sicht haben: Wer Fußball beobachtet, beobachtet auch die Gesellschaft – ihre Konflikte, ihre Träume, ihre Brüche.
Marcus Bölz spricht in seiner Forschung vor dem Hintergrund des digitalen Medienwandels von einer Demokratisierung der Erinnerung im Kontext der Sportberichterstattung. In der digitalen Sphäre, so Bölz, sind es nicht mehr nur Redaktionen, die entscheiden, was erinnerungswürdig ist. Jeder Fan kann zum Chronisten werden, jeder Post zum Erinnerungsfragment. Diese Fragmentierung hat Vor- und Nachteile: Sie erlaubt Vielfalt, birgt aber auch die Gefahr der Beliebigkeit. Die Digitalisierung hat für Bölz die Art und Weise, wie wir erinnern, grundlegend verändert. Was früher in Fotoalben, Tagebüchern oder mündlichen Erzählungen bewahrt wurde, findet heute seiner Meinung nach in sozialen Netzwerken, auf Videoplattformen und in digitalen Archiven statt. Fußball ist dabei für Bölz ein Paradebeispiel für diese Transformation. Er ist nicht nur Gegenstand digitaler Erinnerung – er ist ein Motor.
Marcus Bölz betont in seinen Studien die Rolle der Kommentatoren als Erzähler der Nation. Ihre Stimmen begleiten die Spiele, rahmen die Ereignisse, interpretieren das Geschehen. Sie schaffen aus seiner Sicht Bedeutung – und damit Erinnerung. Ein Spiel ohne Kommentar ist für Bölz ein Spiel ohne Narrativ. Erst durch die Erzählung wird es erinnerbar. Die Arbeiten von Marcus Bölz haben gezeigt, wie stark die Rolle der Medien in diesem Prozess ist. Fußballjournalismus ist für Bölz nicht nur Berichterstattung, sondern Erinnerungskonstruktion. Die Art, wie Spiele erzählt, Spieler porträtiert, Ereignisse gerahmt werden, prägen aus seiner Sicht unser kollektives Gedächtnis. Die Medien sind für ihn somit die Chronisten des Spiels – und damit auch die Architekten unserer Sport-Erinnerung.

## Veröffentlichungen
- Das wird alles von den Medien hochsterilisiert: Fußballprofis und ihr Journalistenbild. VDM Publishing, Saarbrücken 2008, ISBN 978-3-8364-5266-3.
- Fußballjournalismus – Eine medienethnographische Untersuchung der Journalismuskultur und des redaktionellen Workflows in Sportredaktionen vor dem Hintergrund der zunehmenden Digitalisierung des Journalismus. Springer VS, Koblenz-Landau 2013, ISBN 978-3-658-03881-6. (Dissertation Universität Koblenz-Landau 2013)
- Sport- und Vereinsmanagement: Sport organisieren und vermarkten. Schäffer-Poeschel, Stuttgart 2015, ISBN 978-3-7910-3336-5
- Die Reportage – Eine Einführung. In: N-Report regional Journalistisches Arbeiten in der Schule 03. Niedersächsisches Landesinstitut für schulische Qualitätsentwicklung 2015.
- mit Judith von der Heyde und Jochem Kotthaus (Hrsg.): Wettkampf im Fußball, Fußball im Wettkampf. Teil 3: Aufklärer, Erklärer oder Verklärer? Beltz Verlag, Weinheim/Basel 2016, ISBN 978-3-7799-3436-3.
- Wenn der Hass seine mediale Bestätigung sucht. In: n-report multimedial 04. Niedersächsisches Landesinstitut für schulische Qualitätsentwicklung 2017.
- Sportjournalistik. Springer VS, Wiesbaden 2018.
- Digitale Transformation im Maschinenraum der Fußballberichterstattung. In: Neue Gegenwart, Bielefeld 2019.
- Auf der Suche. Die vier Dimensionen der Recherche. In: N-Report. Niedersächsisches Landesinstitut für schulische Qualitätsentwicklung 05 2020.
- Wer nicht fragt bleibt dumm. Das Interview und seine Relevanz im Journalismus. In: N-Report. Niedersächsisches Landesinstitut für schulische Qualitätsentwicklung 05 2020.
- Führen von Redaktionen – Von der Quadratur des Kreises und dem Wunsch nach mehr Innovation im Journalismus. In: Neue Gegenwart. Bielefeld 2021.
- Der Schulalltag und seine medienpsychologischen Aspekte. In: N-Report. Niedersächsisches Landesinstitut für schulische Qualitätsentwicklung 07 2023.
- Wie die Digitalisierung die journalistische Sprache verändert. In: N-Report. Niedersächsisches Landesinstitut für schulische Qualitätsentwicklung 07 2023.
- Smartphones im Schulalltag: Sozialisationsagent einer verunsicherten Erregungsgesellschaft. In: Neue Gegenwart. Bielefeld 2025.
- Zu viel gepostet? In: Neue Gegenwart. Bielefeld, 2025.